# ذوالفقار عسگری‌پور
ذوالفقار عسگری‌پور (عسگریان) (۱۳۱۱ در خلیل‌آباد - ۱۶ آذر ۱۳۹۳ در مشهد) نوازنده و خواننده موسیقی نواحی خراسان بود. از جمله دستاوردهای وی می‌توان به کسب کسب دیپلم افتخار سومین، چهارمین، پنجمین و هفتمین جشنواره موسیقی فجر و اجرای برنامه در کشورهای ایتالیا، فرانسه، سوییس، هلند و بلژیک اشاره کرد.
براساس پژوهش‌ها در حدود دهه‌های ۱۳۲۰ و ۱۳۳۰ خورشیدی او با الاغ به روستاهای منطقهٔ کاشمر می‌رفت تا دوتار و موسیقی محلی را ترویج دهد.

## زندگی
او یادگیری دو تار را از هفت‌سالگی آغاز کرد و پدرش، نخستین استادش بود. او در چندین جشنواره موسیقی فجر دیپلم افتخار جشنواره را گرفت. از سال ۱۳۷۶ تا ۱۳۷۹ در کشورهای اروپایی همچون ایتالیا، فرانسه، سوئیس، هلند و بلژیک به نوازندگی پرداخت.
او رشد یافته در خانواده ای بود که پیش از او ۹ نسل از اجدادش در کار نوازندگی بوده‌اند و از این رو وی نیز آشنایی کاملی با ساخت انواع سازها داشت و در ساخت سازها به جزئیات صدایی و ساختاری آنها توجه داشت. همچنین وی به‌دلیل تجربیاتش ساز جدیدی را ابداع کرد. او برای فهم بهتر موسیقی بومی خراسان سال‌ها در کنار ترک‌ها، کرمانج‌ها، کردها و فارس‌های خراسان زیست.
عسگری‌پور نخستین کسی است که پرده‌های دوتار را اضافه کرد و از ۷ تا ۹ پرده به ۱۹ پرده رساند. بعدها عثمان خوافی نیز کاری مشابه انجام داد. در کل او پنجه‌ای زیبا و پخته داشت و سبکی را در نوازندگی ساز دوتار پایه‌گذاری کرد که امروزه اکثر نوازندگان در تربت جام پیروی شیوه او هستند. استیفن بلوم، پژوهشگر آمریکایی موسیقی اقوام هم در پژوهش‌هایش از دانسته‌های عسگری‌پور استفاده کرد.